# Gina Gogean
Gina Gogean (Câmpuri, Rumania, 9 de septiembre de 1977) es una gimnasta artística rumana, nueve veces campeona del mundo en diferentes pruebas desde 1994 a 1997.

## Carrera deportiva
En los JJ. OO. de Barcelona (España) de 1992 gana la plata en el concurso por equipos, tras el Equipo Unificado (oro) y por delante de Estados Unidos (bronce).
En el Mundial de Birmingham 1993 gana la plata en la general individual —tras la estadounidense Shannon Miller y delante de la ucraniana Tatiana Lysenko—, también la plata en suelo —de nuevo tras Shannon Miller y en esta ocasión por delante de la rusa Natalia Bobrova— y el bronce en la viga de equilibrio, tras su compatriota Lavinia Milosovici y la estadounidense Dominique Dawes.
En el Mundial de Brisbane 1994 gana el oro en salto de potro —por delante de la rusa Svetlana Khorkina y de su compatriota la rumana Lavinia Milosovici— y el bronce en suelo, tras la rusa Dina Kochetkova y de nuevo su compatriota Lavinia Milosovici. Poco después en el Mundial de Dortmund (Alemania) donde únicamente se celebró el concurso por equipos, cosigue el oro, por delante de Estados Unidos y Rusia.
En el Mundial de Sabae 1995 gana el oro en suelo —por delante de la china Ji Liya y la francesa Ludivine Furlon—, el bronce en salto —tras su compatriota Simona Amanar y la ucraniana Lilia Podkopayeva que empataron con el oro—, y el oro por equipos, por delante de China (plata) y Estados Unidos (bronce).
En el Mundial celebrado en San Juan (Puerto Rico) en 1996 gana el oro en suelo, por delante de su compatriota Simona Amanar y de la cubana Annia Portuondo, y el oro en suelo, empatada con la china Kui Yuanyuan.
Poco después ese mismo año, en los JJ. OO. celebrados en Atlanta (Estados Unidos), la plata en la general individual —tras la ucraniana Lilia Podkopayeva y por delante de las rumanas Simona Amanar y Lavinia Miloşovici empatadas en el bronce—, bronce en la viga de equilibrio —tras la estadounidense Shannon Miller y la ucraniana Lilia Podkopayeva— y el bronce en el concurso por equipos, tras Estados Unidos (oro) y Rusia (plata).
Por último, poniendo punto final a esta muy fructifera carrera deportiva, en el Mundial celebrado en Lausana (Suiza) en 1997 gana tres medallas de oro: suelo, viga de equilibrio y equipo; asimismo consigue la medalla de bronce en salto de potro, tras Simona Amanar (oro) y la china Zhou Duan (plata). Si!